# Coccoloba mosenii
Coccoloba mosenii Lindau – gatunek rośliny z rodziny rdestowatych (Polygonaceae Juss.). Występuje endemicznie w Brazylii – w stanach Bahia, Paraíba, Espírito Santo, Minas Gerais, Rio de Janeiro oraz São Paulo.

## Morfologia
PokrójWiecznie zielony krzew lub zdrewniałe liany.
LiścieIch blaszka liściowa jest nieco skórzasta i ma owalny, lancetowaty lub eliptyczny kształt. Mierzy 8–13,5 cm długości oraz 2,6–5 cm szerokości, jest całobrzega, o rozwartej nasadzie i spiczastym wierzchołku. Ogonek liściowy jest nagi i osiąga 7–16 mm długości. Gatka jest omszona i dorasta do 9–11 mm długości.
KwiatyJednopłciowe, zebrane w grona o długości 7–11,5 cm, rozwijają się na szczytach pędów. Listki okwiatu mają owalny kształt i białą barwę, mierzą do 1–2 mm długości.
OwoceMają elipsoidalny kształt, osiągają 10–11 mm długości oraz 8 mm szerokości.